# Ommatius kempi
Ommatius kempi är en tvåvingeart som beskrevs av Joseph och Parui 1983. Ommatius kempi ingår i släktet Ommatius och familjen rovflugor. Inga underarter finns listade i Catalogue of Life.